# Hiramacu Kanako
Hiramacu Kanako (Tókai, Aicsi prefektúra, 1991. november 14. –) japán tehetség, divatmárka- producer és színésznő . Az SKE48 női Idol csapat egykori tagja.
Tókai városában, Aicsi prefektúrában született. Az Oscar promotion ügynökséghez tartozik.

## Életrajz

### SKE48-as korszaka
- 2008. július 31-én sikeresen teljesítette az " SKE48 nyitó tagfelvételt " (2670 jelentkezőből 22 végleges sikeres jelentkező). Amikor először csatlakozott az SKE48-hoz, kutatóhallgatóként tevékenykedett, de miután Szuzuki Kirara 2008. november 19-én végzett, kiválasztott taggá léptették elő.
- 2009 márciusában 16 kiválasztott tag költözött az S csapathoz, és az S csapat tagjai lettek.
- 2010. november 17-én jelent meg a 4. kislemez, az " 1! 2! 3! 4! Jorosiku! ” lesz a kiválasztott tag.
- Válogatott tagja lett a 2011. március 9-én megjelent 5. " Banzai Venus " kislemeznek.
- Válogatott tagja lett a 2011. július 27-én megjelent 6. kislemeznek, a " Pareo va Emerald "-nak.
- 2012. március 11[1] én bejelentették, hogy a nagy kelet-japán földrengésből való felépülést támogató különleges előadáson az előadást felfüggesztik, amíg teljesen meg nem gyógyul egy hat hétig tartó jobb lábtörés miatt.
- 2012. június 12-én feltűnt a " Team S 3rd Stage" Seifuku no Me "" című előadásában, és visszatért csonttöréséből[2]
- 2013. január 15-én, az SKE48 színházban tartott Team KII előadáson bejelentették, hogy[3] év márciusában diplomázik az SKE48-on.
- 2013. április 18-án az SKE48 színházban tartották a diplomaelőadást utolsó megjelenésként.[4][5]
- 2013. május 6-án egyéni kézfogással végzett az SKE48-on a 11. " Choco no Slave " (színházi verzió) című kislemezén, amelyet ezen a napon tartottak.

### Egyéni tevékenységek
- 2013. december 18-án indult az Ameblo.[6]
- 2014 márciusában végzett azon az egyetemen, amelyre az SKE48 tagja óta járt.[7]
- 2014 áprilisában debütált a "Goodbye Joker"[8] színpadán.
- 2014. július 14-én bejelentette a "PEAUFINER" divatcikkmárka elindítását.[9]
- 2014. november 14-én a "Honey Cinnamon" lánymárka producere lett.
- 2015. október 31-én kilépett a Big Papa szórakoztató ügynökségtől, amelyhez 2013 óta tartozott[10]
- 2016. január 6-án az Oscar Promotion[11] szórakoztatóirodához tartozott.
- 2016 áprilisában a Honey Cinnamon elnyerte a Shibuya 109 Újonc díját (az új bérlők számára).[12]
- 2018 márciusában végzett a Honey Cinnamon producerénél.[13]
- 2018. július 22-én megkezdte tevékenységét a „ Rainbow Flying Girl ” színpadi drámaegység.[14]
- 2019 májusában megjelent a „Pompette” ruházati márka.[15] Ugyanebben a hónapban a "Nidzsiiro no Hikó Sódzso" teljes körű élő fellépéseket kezdett.[16]
- 2020 júniusában elindult a „Chouette latte” ruházati márka (az értékesítés ugyanazon év szeptemberében kezdődött).[17][18]

## Magánélete
- Beceneve Kana Kana [19] .
- Van egy "Putaro" nevű nőstény kutyája, aki gyakran szerepel a blogján.[20][21]
- Szakterülete a tenisz . Középiskolában a gumitenisz klubhoz tartozik.[22]
- A legjobb barátjához illő kitömött panda neve "Goto. ” [21][23] .
- Az Aicsi Prefektúrai Nakamura Gimnáziumban érettségizett, és az Aicsi Sukutoku Egyetem Médiaprodukciós Tanszékén.[24][25]
- Az AKB48-as Szató Aminával összebarátkozott a Team Z megalakulásával.[26]

### Filmek amikben szerepelt
- Fekete lázadás ♥ (Japánul: 黒い暴動♥)(2016) – Aoi
- Az, amikor eljön... (それ ～それがやって来たら…) (2018) – Ayaka Kobayashi

### Rádió
- SKE48 観覧車へようこそ!!(magyarul: Üdvözöljük az SKE48 óriáskerékben!) (2009. április, 4 szabálytalan megjelenés, CBC rádió )
- おしゃべりやってまーす 第48放送(magyarul: Csevegjünk 48. adásban) (2010. március 3. és 2011. május 24. között, K'z Station )
- 神田朱未のわたしのすきなこと。(magyarul: Amit szeretek Akemi Kandában.) (2010. április 18. – 2011. november 6., FM AICHI )
- おしゃべりつづけまーす ハピ☆ホリ〜Happy Holic Days〜(magyarul: Beszéljünk tovább Happy ☆ Hori ~ Happy Holic Days ~) (2011. május 5. – 2012. április 18., K'z Station)
- DJ Tomoaki Rádió Show! (2013. június 20., Shimokita FM)[27]
- 平松会議中 (A Hiramatsu találkozó alatt) (2014. január, 2015. november 1., K'z állomás)
- Cafe Dejeuner (2014. február 14., Suono Dolce )
- 劇団サンバカーニバル(magyarul: Színházi társulat, Samba Karnivál) (2014. október 10-március 4., FM-FUJI )
- Radio iNEWS (2018. május 1. és 8., Rádió NIKKEI 1. adás)
- 平松可奈子のHappy sweets days (magyarul: Kanako Hiramatsu boldog édesség napjai) (2019. október 10., Media FM )

### Fotóalbum
- BLT U-17 Vol.11 Sizzleful Girl 2009 Summer (2009. augusztus 8., Tokyo News Service )

### Stílus magazin
- KANAKANA (2015. július 7., Takarajima ) ISBN 4800241456